# Per Ola Karis
Per Ola Karis (n. Estocolmo, 1955) es un naturalista y taxónomo sueco. Ha trabajado activamente en el Sistema de clasificación APG III.
En Kirstenbosch pasó seis meses estudiando los géneros Metalasia R.Br. y Lachnospermum Willd.. Más tarde, de regreso a Suecia, luego de estudios postdoctorales en la Universidad de Texas en Austin, fue curador en el Museo Sueco de Historia Natural en Estocolmo. Desde 1997 ha sido profesor, profesor asociado y curador del herbario de la Universidad de Estocolmo.
En 1995, obtuvo su doctorado en la Universidad de Estocolmo, defendiendo una tesis sobre sistemática de Metalasia R.Br..
Sus investigaciones se centran en la sistemática y la taxonomía de Asteraceae (tribus Arctotideae y Gnaphalieae) del sur de África. Hasta la fecha, sus especímenes africanos son 1.500 ejemplares.
En colaboración con Nigel Barker y su equipo de la Universidad de Rhodes, opera en un proyecto sobre las relaciones de la biodiversidad y de las especies de dos tribus del sur de África: Arctoteae y Calenduleae. Dentro de la tribu Gnaphalieae describió los géneros Calotesta, Hydroidea, y 15 nuevos taxones de Metalasia.
Publicó un análisis filogenético de la tribu Cichorioideae, con énfasis en Mutisieae, en 1992 y un análisis cladístico de la subtribu Gorteriinae (Asteraceae-Arctotideae) en 2006.

## Algunas publicaciones
- v.a. Funk, a.a. Anderberg, b.g. Baldwin, r.j. Bayer, j.m. Bonifacino, i. Breitwieser, l. Brouillet, r. Carbajal, r. Chan, a.x.p. Coutinho, d.j. Crawford, j.v. Crisci, m.o. Dillon, s.e. Freire, m. Galbany-Casals, n. Garcia-Jacas, b. Gemeinholzer, m. Gruenstaeudl, h.v. Hansen, s. Himmelreich, j.w. Kadereit, mari Källersjö, v. Karaman-Castro, p.o Karis, l. Katinas, s.c. Keeley, n. Kilian, r.t. Kimball, t.k. Lowrey, j. Lundberg, r.j. McKenzie, m. Tadesse, m.e. Mort, b. Nordenstam, c. Oberprieler, s. Ortiz, p.b. Pelser, c.p. Randle, h. Robinson, n. Roque, g. Sancho, j.c. Semple, m. Serrano, t.f. Stuessy, a. Susanna, m. Unwin, l. Urbatsch, e. Urtubey, j. Vallès, r. Vogt, s. Wagstaff, j. Ward, l.e. Watson. Compositae metatrees: the next generation. En: Funk; V. A., Susanna, A., Stuessy, T. F. & Bayer, R. J. (eds.) Systematics, evolution, and biogeography of Compositae. pp. 747—777. IAPT

- s. Fior, p.o. Karis. 2007. Phylogeny, evolution and systematics of Moehringia (Caryophyllaceae) as inferred from molecular and morphological data: a case of homology re-assessment. Cladistics 23: 1-11

- ---------, -------------, g. Casazza, l. Minuto, f. Sala. 2006. Molecular phylogeny of the Caryophyllaceae (Caryophyllales) inferred from chloroplast matK and nuclear rDNA ITS sequences. Am. J. of Botany 93: 399-411

- ---------, -------------, a. Anderberg. 2003. Phylogeny, taxonomy and systematic position of Clethra (Clethraceae, Ericales) with notes biogeography: evidence from plastid and nuclear DNA sequences. Internat. J. of Plant Sci. 164: 997-1006

- bertil Ståhl, per o. Karis, anders s. Barfod, benkt Sparre, lennart Andersson. 1989. Systematics of the Genus Metalasia (Asteraceae-Gnaphalieae). Opera botanica. Editor Council for Nordic Public. in Botany, 150 pp. ISBN 8788702383

- La abreviatura «P.O.Karis» se emplea para indicar a Per Ola Karis como autoridad en la descripción y clasificación científica de los vegetales.[4]